# Na samym dnie (film 1995)
Na samym dnie (tytuł oryg. Underneath) – amerykański film fabularny (dramat kryminalny) z 1995 roku, wyreżyserowany przez Stevena Soderbergha oraz powstały na podstawie powieści Dona Tracy'ego. Film jest remakiem kryminału W pułapce miłości z 1949 roku w reżyserii Roberta Siodmaka.

## Obsada
- Peter Gallagher − Michael Chambers
- Elisabeth Shue − Susan
- William Fichtner − Tommy Dundee
- Joe Don Baker − Clay Hinkle
- Adam Trese − David Chambers
- Paul Dooley − Ed Dutton
- Shelley Duvall − pielęgniarka
- Anjanette Comer - Mrs. Chambers
- Steve Shearer - Detektyw
- Mark Feltch - George (strażnik)
- Dennis Hill - Tom (strażnik)

i inni.